# Мінфорд (Огайо)
Мінфорд (англ. Minford) — переписна місцевість (CDP) в США, в окрузі Сайото штату Огайо. Населення — 641 особа (2020).

## Географія
Мінфорд розташований за координатами 38°51′41″ пн. ш. 82°50′56″ зх. д. / 38.86139° пн. ш. 82.84889° зх. д. (38.861469, -82.848890).  За даними Бюро перепису населення США в 2010 році переписна місцевість мала площу 4,53 км², з яких 4,52 км² — суходіл та 0,01 км² — водойми.

## Демографія
Згідно з переписом 2010 року, у переписній місцевості мешкали 693 особи в 273 домогосподарствах у складі 166 родин. Густота населення становила 153 особи/км².  Було 296 помешкань (65/км²).
Расовий склад населення:
| - 97,3 % — білих - 0,4 % — корінних американців - 0,1 % — азіатів |

До двох чи більше рас належало 1,9 %. Частка іспаномовних становила 0,9 % від усіх жителів.
За віковим діапазоном населення розподілялося таким чином: 20,9 % — особи молодші 18 років, 52,1 % — особи у віці 18—64 років, 27,0 % — особи у віці 65 років та старші. Медіана віку мешканця становила 46,4 року. На 100 осіб жіночої статі у переписній місцевості припадало 80,5 чоловіків;  на 100 жінок у віці від 18 років та старших — 75,6 чоловіків також старших 18 років.
За межею бідності перебувало 16,7 % осіб, у тому числі 0,0 % дітей у віці до 18 років та 34,7 % осіб у віці 65 років та старших.
Цивільне працевлаштоване населення становило 184 особи. Основні галузі зайнятості: освіта, охорона здоров'я та соціальна допомога — 55,4 %, транспорт — 9,2 %, роздрібна торгівля — 8,7 %.